# Trichoglottis littoralis
Trichoglottis littoralis är en orkidéart som beskrevs av Rudolf Schlechter. Trichoglottis littoralis ingår i släktet Trichoglottis och familjen orkidéer. Inga underarter finns listade i Catalogue of Life.